# Уэсуги Кагэтора
Уэсуги Кагэтора (яп. 上杉 謙信; 1552 — 19 апреля 1579) — второй приёмный сын Уэсуги Кэнсина.

## Биография
Кагэтора был седьмым сыном даймё провинции Сагами Го-Ходзё Удзиясу. Его мать приходилась сводной сестрой Тояме Ясумицу, вассала клана Ходзё. Ребёнком воспитывался в храме в Хаконэ, затем был послан в качестве заложника Такэда Сингену для укрепления союза, который был заключён между кланами Имагава, Такэда и Го-Ходзё в 1554 году. После возвращения на родину в замок Одавара был усыновлён своим дядей Ходзё Геньяном и женился на его дочери. После заключения союза между кланами Ходзё и Уэсуги в 1569 году был послан вместе с Какидзаки Харуэ в качестве заложника к Уэсуги Кэнсину, правителю провинции Этиго. Уэсуги Кэнсин усыновил юношу, женил на своей племяннице, старшей сестре своего другого приёмного сына Кагэкацу, и дал новое имя, которое ранее принадлежало ему самому — Уэсуги Кагэтора.
В 1578 году Кэнсин умер, не назначив наследника. Между Кагэкацу и Кагэторой началась борьба за власть. Большая часть вассалов Уэсуги, а также Такэда Кацуёри приняли сторону Кагэкацу. Уэсуги Кагэтора решил бежать к Ходзё, но оказался предан одним из своих вассалов и вынужден был совершить самоубийство в замке Самэгао. Его жена также покончила с собой, а дети погибли.

## Упоминание в искусстве
Уэсуги Кагэтора является центральным персонажем аниме «Mirage of Blaze»